# Lewis Bernstein Namier
Lewis Bernstein Namier, nato Ludwik Bernstein-Niemirovskij (Wola Okrzejska, 1888 – Londra, 1960), è stato uno storico polacco naturalizzato britannico.

## Biografia
Era nato, nel villaggio di Wola Okrzejska, nella Polonia orientale, allora dominata dall'Impero russo. Ebreo e sionista, si trasferì a Oxford, dove divenne segretario dell'Agenzia ebraica (1929). Docente all'università di Manchester dal 1931 al 1953, fu nobilitato col titolo di Sir nel 1952.

### Opera storiografica
Fu autore di celebri opere come The structure of politics at the accession of George III (La struttura politica all'ascesa di Giorgio III, in due volumi, 1929) e Nationality and liberty (1949).
I due volumi del suo The structure of politics at the accession of George III, costituiscono un'opera "fondamentale" della sua bibliografia. In essa si vede all'opera la sua peculiare impostazione metodologica, consistente nel tracciare una minuziosa prosopografia di tutti i Pari e i Membri del Parlamento. Attraverso l'analisi delle biografie individuali, Namier "sottopose a revisione il corrente giudizio whig sulla politica britannica", procedendo alla ricostruzione degli interessi particolari, contrapposti a quelli collettivi, che determinavano l'effettivo comportamento degli organi parlamentari, attraverso l'orientamento al voto dei suoi membri istituzionali. A questo approccio è stata accostata la figura di Ronald Syme, storico dell'antichità, autore di The Roman Revolution (1939; trad. it. 1962 La rivoluzione romana), opera fondamentale sulle vicende politiche della crisi della Repubblica romana e della transizione al Principato augusteo.